# Lasara
Lasara és una concentració de població designada pel cens dels Estats Units a l'estat de Texas. Segons el cens del 2000 tenia 1.024 habitants.

## Demografia
Segons el cens del 2000, Lasara tenia 1.024 habitants, 257 habitatges, i 228 famílies. La densitat de població era de 282,4 habitants/km².
Dels 257 habitatges en un 57,6% hi vivien nens de menys de 18 anys, en un 71,2% hi vivien parelles casades, en un 14% dones solteres, i en un 10,9% no eren unitats familiars. En el 10,1% dels habitatges hi vivien persones soles el 5,1% de les quals corresponia a persones de 65 anys o més que vivien soles. El nombre mitjà de persones vivint en cada habitatge era de 3,98 i el nombre mitjà de persones que vivien en cada família era de 4,28.
Per edats la població es repartia de la següent manera: un 40,6% tenia menys de 18 anys, un 10,6% entre 18 i 24, un 27,5% entre 25 i 44, un 11,2% de 45 a 60 i un 10% 65 anys o més.
L'edat mediana era de 24 anys. Per cada 100 dones de 18 o més anys hi havia 93 homes.
La renda mediana per habitatge era de 17.794 $ i la renda mediana per família de 18.917 $. Els homes tenien una renda mediana de 18.472 $ mentre que les dones 12.917 $. La renda per capita de la població era de 6.336 $. Aproximadament el 40,9% de les famílies i el 45,2% de la població estaven per davall del llindar de pobresa.

## Poblacions més properes
El següent diagrama mostra les poblacions més properes.